# Mohamed Bangoura
Pour les articles homonymes, voir Mohamed Bangoura et Bangoura.
Mohamed Bangoura né à Conakry en république de Guinée, est un batteur guinéen basé à Sydney.

## Biographie et début
Mohamed Bangoura a eux comme maîtres tambourinaires Famoudou Konaté, Ara fan Touré et Mamady Keita, il sera longtemps le plus jeune percussionniste des Ballets Africains de Guinée, qu'il accompagne pendant une dizaine d'années à travers le monde.
Avec les Ballets africains de Guinée, plus tard en solo ou accompagné de Koba, le groupe de danse et de percussions qu'il forme à son arrivée en France en 1986, à Bordeaux, il participe à de nombreux spectacles et à de grands festivals internationaux notamment le Festival mondial de La Havane à Cuba en 1978, Festival des Jeux Olympiques de Los Angeles en 1982, Festival international de Louisiane en 1988, Festival Jazz et Tradition de la Nouvelle Orléans en 1989.
Ces voyages lui permettent de jouer avec les artistes comme Zachary Richard, Peter Gabriel, Papa Wemba ou encore Mory Kante.
Il retourne en 1999 en Guinée, il enregistre avec les Baga Guiné un album de chants et de percussions Bagas, son ethnie d'origine, distribué par Buda Musiques du Monde et France Universal.
Début 2001, il s'installe en région parisienne, il y présente régulièrement ses spectacles et organise cours et stages de percussions, dont un stage annuel en Guinée.
Après une tournée internationale en 2002 avec Mory Kanté, qui l'avait appelé pour participer à l'enregistrement de son dernier album, il poursuit son travail personnel de création musicale, qu'il présente sur scène depuis début 2003, et prépare la sortie de son deuxième album.

## Parcours
Son album Djembe Kan a été nommé pour le prix ARIA Music Awards 2004 du meilleur album de musique du monde (en).

## Discographie

### Albums
| Titre                               | Détails                                                            |
| ----------------------------------- | ------------------------------------------------------------------ |
| Percussions De Guinée & Chants Baga | - Sortie : 1999 - Étiquette : Buda Records (1977802) - Format : CD |
| Djembé Kan                          | - Sortie : 2004 - Label: Mara Musique - Format : CD                |
| Mandeng Jeli                        | - Sortie : 2006 - Étiquette : Mohamed Bangoura - Format : CD       |
| Hamanah Doundounba                  | - Sortie : 2007 - Étiquette : Mohamed Bangoura - Format : CD       |

## Récompenses et nominations

### Prix de musique ARIA
Les ARIA Music Awards sont une cérémonie annuelle de remise de prix qui récompense l'excellence, l'innovation et les réalisations dans tous les genres de musique australienne. Ils ont commencé en 1987.
| Année     | Travail nommé | Catégorie                               | Résultat   | Ref.  |
| --------- | ------------- | --------------------------------------- | ---------- | ----- |
| 2004 (en) | Djembe Kan    | meilleur album de musique du monde (en) | Nomination | [ 3 ] |
| 2004      | Djembe Kan    | ARIA Award for Best World Music Album   | Nomination | [ 3 ] |